# 圣乔治堂 (雷焦艾米利亚)

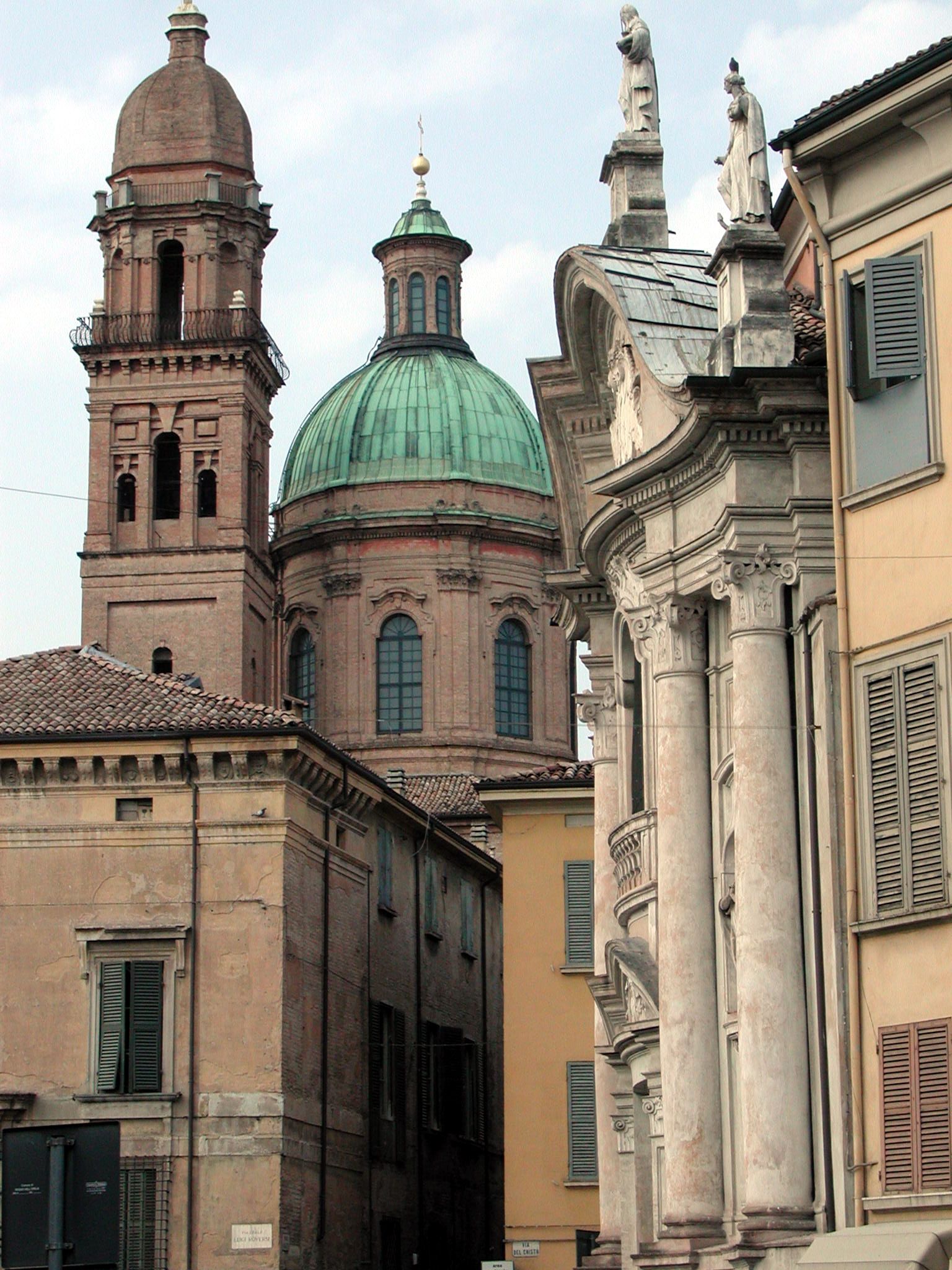
圣乔治堂

圣乔治堂（chiesa di San Giorgio）是一座罗马天主教教堂，位于意大利雷焦艾米利亚的法里尼街。 

## 历史
该堂在1146年首次见诸记载，15世纪进行了重建。1610年，该堂分配给耶稣会，他们进行了广泛的整修。在1675年至1678年之间，建造了钟楼、穹顶和入口。
在立面的正门上方是一个大理石浮雕，上面描绘的是“圣乔治屠龙”。内部为拉丁十字平面。该堂的侧祭坛曾经有许多画作，现已不存。
佩尔尼切利小堂于2009年修复，亚历山德罗·蒂亚里尼的祭坛画描绘圣伊纳爵和圣方济各沙勿略敬礼 Ghiara吉阿拉圣母 (1640年)